# 28 minuti per 3 milioni di dollari
28 minuti per 3 milioni di dollari è un film del 1967 diretto da Maurizio Pradeaux.

## Trama
Un miliardario francese con l'hobby per le pietre preziose ha un sogno: impadronirsi di un preziosissimo diamante esposto a Roma. Per entrarne in possesso è disposto a tutto, persino ad affidarsi a un esperto gruppo di ladri professionisti. Il colpo viene preparato e portato a termine alla perfezione, ma appena entrato in possesso del prezioso brillante il miliardario s'accorge della beffa: il diamante è un falso del valore di pochi dollari.